# Minas Karajanidis
Minas Karajanidis, gr. Μηνάς Καραγιαννίδης – grecki zapaśnik walczący w stylu wolnym. Srebrny medalista igrzysk śródziemnomorskich w 1987 roku.